# Abiram Chamberlain

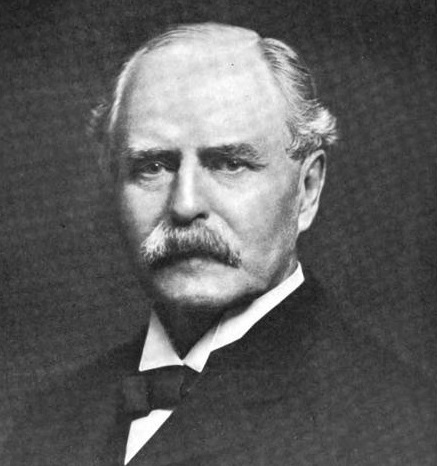
Abiram Chamberlain.

Abiram Chamberlain, född 7 december 1837, död 15 maj 1911, var en amerikansk politiker och guvernör i Connecticut från 1903 till 1905.

## Barndom och uppväxt
Chamberlain föddes i Colebrook, Connecticut, den 7 december 1837. Han studerade till trafikingenjör vid Williston Seminary i Easthampton, Massachusetts. Därefter arbetade han i sin fars ingenjörsbolag i flera år. Sedan började han arbeta på bank och var verkställande direktör för New Britain National Bank 1881. Han var också vice verkställande direktör för sparbanken Meriden Savings Bank.

## Politisk karriär
Chamberlain var medlem av Republikanerna och blev ledamot av Connecticuts representanthus 1877. Han satt kvar på posten till 1878. Han tjänstgjorde också som delstatens controller från 1901 till 1902. I valet 1902 valdes han till guvernör och efterträdde partikamraten George P. McLean på posten den 7 januari 1903. Under hans mandatperiod undertecknade han en lag som godkände grundandet av Connecticuts delstatspolis. Han stödde också lagar till förmån för arbetstagare. Han var guvernör i en mandatperiod, på den tiden i Connecticut två år, och lämnade den 4 januari 1905 över guvernörsämbetet till partikamraten Henry Roberts.

## Senare år
Sedan han lämnat posten som guvernör, återvände Chamberlain till sina affärer i Meriden. Han avled den 15 maj 1911, vid en ålder av 73 år.